# Генрік Понтоппідан
Ге́нрік Понто́ппідан (дан. Henrik Pontoppidan; 24 липня 1857, Ютландія, Данія — 21 серпня 1943) — данський прозаїк, лауреат Нобелівської премії з літератури (спільно з Карлом Адольфом Г'єллерупом 1917) «за правдивий опис життя сучасної Данії».
Генрік Понтоппідан був четвертою дитиною з шістнадцяти у сім'ї. Його батько, Дінес Понтоппідан, походив зі старовинного данського роду вчених та священиків і був послідовником ідей H. Ф. С. Ґрундтвіґа, радикального богослова, який пов'язував ідеї лютеранства з данським націоналізмом. Генрік поважав свого батька, проте більш прихильно ставився до своєї матері, Марії Оксенбел.
Коли Генріку було шість років його сім'я переїхала до центральної частини Ютландії, місто Рандер.
Генрік Понтоппідан є засновником напрямку натуралізму у данській літературі. На перший погляд стиль Понтоппідана є досить простим, легким для розуміння, проте в тексті є багато захованих символів, підтексту.
Українською мовою перекладено книжку Генрика Понтоппідана «Із хат» (Львів: Українсько-руська видавнича спілка, 1899, 96 сторінок). Цю збірку було видано як одинадцяте число першої серії Літературно-наукової бібліотеки; до неї увійшли оповідання «Рай», «Ласкавий хліб», «Кладовище», «Глум долі», «На манівцях» та «Подорожний», ім'я перекладача не зазначено.